# Marcus Banzer
Marcus Banzer (auch: Bancer, Banzerus; * 28. Dezember 1592 in Augsburg; † 4. Mai 1664 in Wittenberg) war ein deutscher Mediziner.

## Leben
Banzer studierte an der Universität Altdorf und der Universität Straßburg. Danach zog es ihn an ausländische Hochschulen wie der Universität Montpellier, die Universität Padua und die Universität Basel, wo er 1616 zum Doktor der Medizin promovierte. Er ließ sich in seiner Vaterstadt nieder, wo er aufgrund seines lutherischen Bekenntnisses Anfechtungen erfuhr und darum in die Stammlande des Luthertums nach Kursachsen zog. Dort praktizierte er zunächst 1629 in Oschatz und 1630 in Kamenz. Nachdem er vom sächsischen Kurfürsten zum Professor der Medizin an der Universität Wittenberg berufen worden war, trat er am 12. März 1638 die zweite medizinische Professur von Johann Georg Pelshofer an.
Im Folgejahr stieg er zum Senior der Fakultät auf und verwaltete im Wintersemester 1639, 1643, 1647, 1653 und 1659 das Rektorat der Akademie. Vor allem sein Traktat „Fabrica receptarum“ fand in seiner Zeit Beachtung. Marcus Banzer war der erste Mann in der Ohrenheilkunde, der sich 1640 mit künstlichen Trommelfellen beschäftigte. In seiner diaputatio de auditione laeaa (Wittenberg 1640), empfahl er hierzu eine Röhre aus Elendsklauen, die an dem einen Ende mit einer Schweinsblase überzogen ist.
Seine erste Ehe ist Marcus Banzer 1619 mit Anna Maria (* 1600 in Augsburg; † 9. September 1646 in Wittenberg), Tochter des Augsburger Handelsmannes Andreas Bassee und dessen Frau Anna Maria (geb. Dürr), eingegangen. Die siebenundzwanzigjährige Ehe blieb kinderlos. Banzer hatte sich am 21. September 1647 erneut mit der dritten Frau Sybilla (geb. Richter) von Lucas Cranach III (1586–1645) verheiratet.

## Werke
- Fabrica medicamentorum.
- Fabrica Receptarvm Id est: Methodvs Brevis, Perspicva Ac Facilis In Qva Qvae Sint Remediorvm compositorum formae, quae earundem differentiae, quae componendi & praescribendi ratio ... planissime edocetur. 1622. (Digitalisat)
- Assertiones Ex Universa Medicina Variae Ac Magna Ex Parte Paradoxae. Genathius, Basel 1818. (Digitalisat)
- Disputatio Medica Inauguralis De Auditione Laesa. Röhner, Wittenberg 1640. (Digitalisat)
- Controversiarum Medico-Miscellanearum. Decas Prima. Röhner, Wittenberg 1640. (Digitalisat Decas Prima), (Decas Secunda), (Decas Tertia)
- Disputatio mededica inauguralis de scorbuto. Röhner, Wittenberg 1652. (Digitalisat)
- Disputatio Medicina Inauguralis De Colico Dolore. Röhner, Wittenberg 1654. (Digitalisat)